# يوسيب بيفاريتش
يوسيب بيفاريتش ((بالإنجليزية: Josip Pivarić)‏؛ مواليد 30 يناير 1989) هو لاعب كرة قدم كرواتي يجيد اللعب كمدافع لصالح نادي دينامو زغرب في الدوري الكرواتي الممتاز.

## روابط خارجية
- يوسيب بيفاريتش على موقع الاتحاد الأوربي (الإنجليزية)
- يوسيب بيفاريتش على موقع اتحاد كرواتيا (الكرواتية)
- يوسيب بيفاريتش على موقع اتحاد أوكرانيا (الإنجليزية)
- يوسيب بيفاريتش على موقع قاعدة بيانات كرة القدم.إي يو (الإنجليزية)
- يوسيب بيفاريتش على موقع ناشيونال فوتبول تيمز (الإنجليزية)
- يوسيب بيفاريتش على موقع Soccerway.com (الإنجليزية)
- يوسيب بيفاريتش على موقع عالم كرة القدم.نت (الإنجليزية)
- يوسيب بيفاريتش على موقع AS.com (الإسبانية)